# Gaspar Flores
Gaspar Flores fue un militar de la Corona de Castilla que intervino en la Conquista de América. Es conocido por ser el padre de Santa Rosa de Lima, primera santa de América.

## Primeros años
Nació en Baños de Montemayor, pueblo actualmente perteneciente a la provincia de Cáceres, España. Era hijo de Hernando de la Puente y de María de Flores y Peña.

## Puerto Rico y Panamá
Después de pasar, con veinte años, por Puerto Rico y Panamá, llegó en 1548 al Perú como soldado del Pacificador Pedro de la Gasca.

## Perú
El 9 de abril de 1548 estuvo en la batalla de Jaquijahuana, en la pampa de Anta, donde se terminó la rebelión de Gonzalo Pizarro. El 9 de marzo de 1557, con sus 32 años, ya tenía una plaza de arcabucero en la guardia virreinal en Lima. Estuvo en el Cuzco con el Virrey Toledo cuando la captura de Inca Topac Amaro, Posteriormente, Gaspar Flores consiguió el puesto de administrador de un obraje en Quives, un pueblo a 60 kilómetros de Lima ubicado en el valle del río Chillón, camino de Canta, en la sierra de Lima. Ahí, junto a su familia, permaneció de 1596 a 1600. Este año todos regresaron a la capital del Virreinato del Perú, y vivieron en una casa del barrio de Malambo, donde hoy se levanta el Santuario de Santa Rosa de Lima, también conocido como Iglesia de Santa Rosa.

## Vida personal
Hacia 1575, cuando Gaspar Flores servía de arcabucero en la guardia del Virrey Francisco de Toledo, se casó con la limeña María de Oliva Herrera, con quien tuvo 13 hijos, entre ellos, Gaspar, Bernardina, Hernando, Isabel, Francisco, Juana, Antonio, Andrés, Francisco Matías y Jacinta. Su hija Isabel Flores de Oliva, futura Santa Rosa de Lima, nació en Lima en 1586. Murió en 1625, en Lima, y su cuerpo fue enterrado en la Iglesia de Santo Domingo, en la Capilla de San Juan de Letrán.